# 銀行承兌匯票
银行承兑汇票（英語：Banker's Acceptance）是一种票據，在未來某個日期來到後，持有人憑藉銀行承兌匯票前往银行，銀行會根據付款銀行承兌匯票的金額向持有人付款。银行承兑汇票与普通定期汇票的区别在于，銀行承兌匯票的所有权可以在到期前转让，从而使銀行承兌匯票可以在二级市场上进行交易。